# 제39회 베를린 국제 영화제
제39회 베를린 국제 영화제는 1989년 2월 10일에 열린 시상식이다.

## 수상 및 후보

### 황금곰상
- 레인 맨 - 베리 레빈슨 수상

### 은곰상:심사위원상
- 다스 로스 - 자로슬라바 하베트토바 수상

### 은곰상:감독상
- 아이 러브, 유 러브 - 듀산 하나크 수상

### 은곰상:여자연기자상
- 까미유 끌로델 - 이자벨 아자니 수상

### 은곰상:남자연기자상
- 미시시피 버닝 - 진 핵크만 수상

### 은곰상:예술공헌상
- 썸머 오브 아비야 - 길라 알마고 외 1명 수상

### 황금곰상:단편영화상
- 필름 당상 - 모니크 르노 외 1명 수상

### 황금곰상:명예황금곰상
- Dustin Hoffman 수상

### 은곰상:알프레드 바우어상
- 하인 - 바딤 압드라쉐프 수상

### 은곰상:공헌상
- 토크 라디오 - 에릭 보고지언 수상

### 베를린카메라상
- Horst Pehnert 수상
- Michail Schkalikov 수상
- Marc Spiegel 수상
- 스티븐 프리어스 수상